# Iamansarovo
Iamansarovo (în rusă Ямансарово, în bașchiră Яманһары, romanizat Yamanharı) este un sat din comuna Bahmut, raionul Kuiurgazinski, din Republica Bașchiria, Federația Rusă.